# القانون النرويجي (إسرائيل)
القانون النرويجي (العبرية: החוק הנורווגי)، في البداية القانون النرويجي المصغر (العبرية: החוק הנורווגי הקטן ) في نسخته الأولى، هو اسم أُطلق على تعديل للمادة 42ج من القانون الأساسي: الكنيست. يسمح القانون للوزراء أو نواب الوزراء بالاستقالة من الكنيست، وعند استقالتهم من مناصبهم الوزارية، يعودون إلى الكنيست. وعند استقالتهم من الكنيست، يدخل العضو التالي في قائمة الحزب الكنيست، وعند عودتهم، يغادر العضو الأقل ترتيبًا في قائمة الحزب الكنيست. أصبح التشريع يُعرف باسم «القانون النرويجي»، نظرًا لوجود حكم مماثل في المادة 62 من دستور النرويج، يُلزم عضو البرلمان بالاستقالة من مقعده واستبداله بنائب. هذا النظام الثنائي، الذي يفصل بين مجلس الوزراء والسلطة التشريعية، موجود أيضًا في هولندا وبلجيكا والسويد والبرتغال وإستونيا ودول أخرى.

## التاريخ

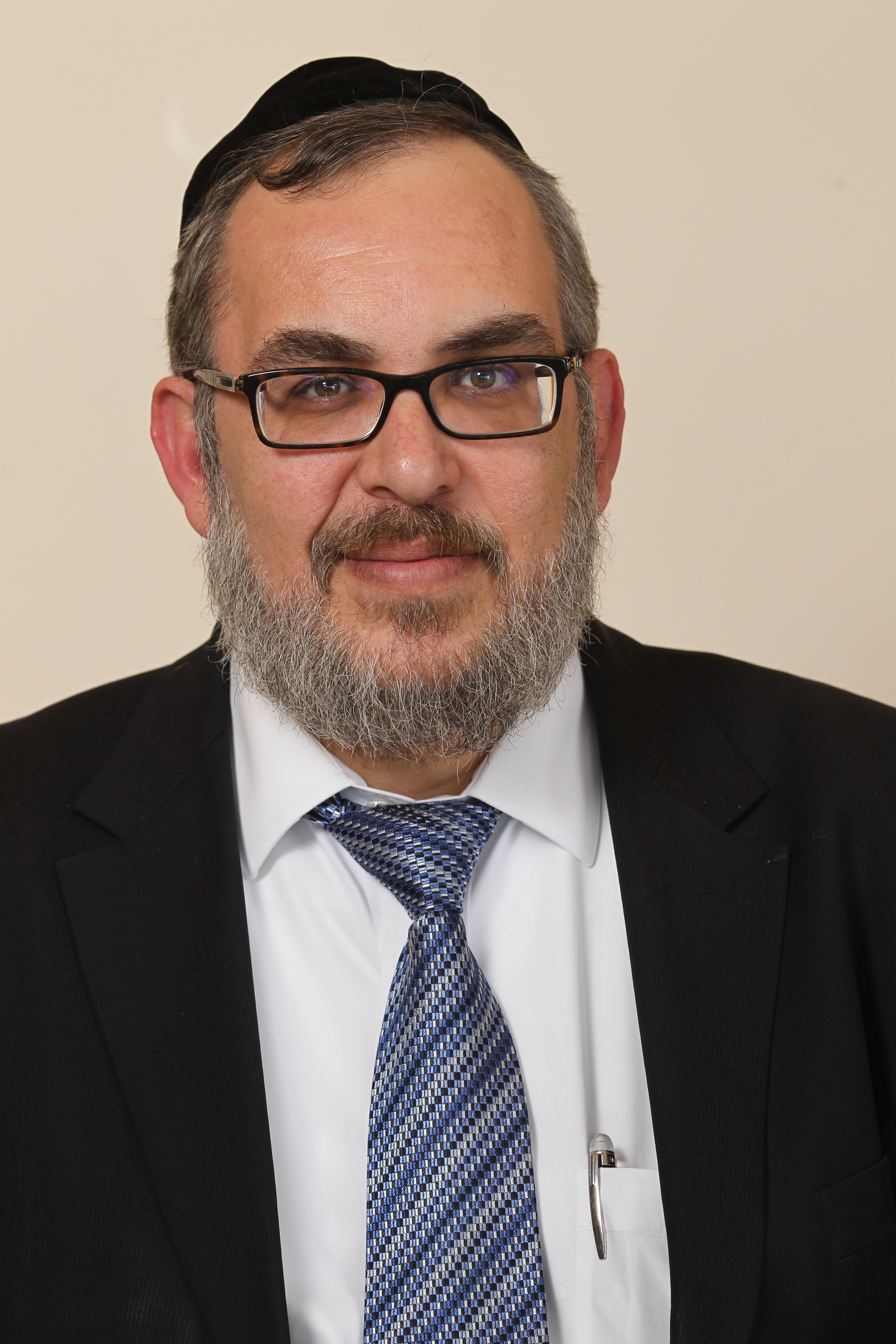
عضو الكنيست يعقوب آشر من ديغل هاتوراه، المؤيد الأصلي للقانون

رُوّج لهذا المفهوم في الأصل فصيل "ديغل هاتوراه" التابع لحزب يهوديت هتوراة المتحدة. وكان حزب "يهودية التوراة المتحدة " قد تراجع من سبعة مقاعد إلى ستة في انتخابات عام 2015، فخسر عضو الكنيست يعقوب آشر، عن "ديغل"، مقعده، ولم يتبقَّ للفصيل سوى مقعدين من أصل ستة. وطالب الفصيل باستقالة نائب وزير التعليم آنذاك، مائير بوروش، من "أغودات إسرائيل" ، ليحل آشر محله في القائمة.
أقرّ الكنيست النسخة الأصلية من القانون بأغلبية 64 صوتًا مقابل 51 صوتًا في 30 يوليو/تموز 2015، وحدد لكل حزب استقالة واحدة واستبدال واحد في كل مرة. وقد طُبّق القانون نظرًا لكثرة الوزراء في العديد من الحكومات الإسرائيلية، مما حدّ من صلاحياتهم في الكنيست. فلم يكن بإمكانهم العمل في اللجان، أو مسؤولين، أو اقتراح التشريعات. كما خفّف القانون من المخاوف المتعلقة بفصل السلطات.

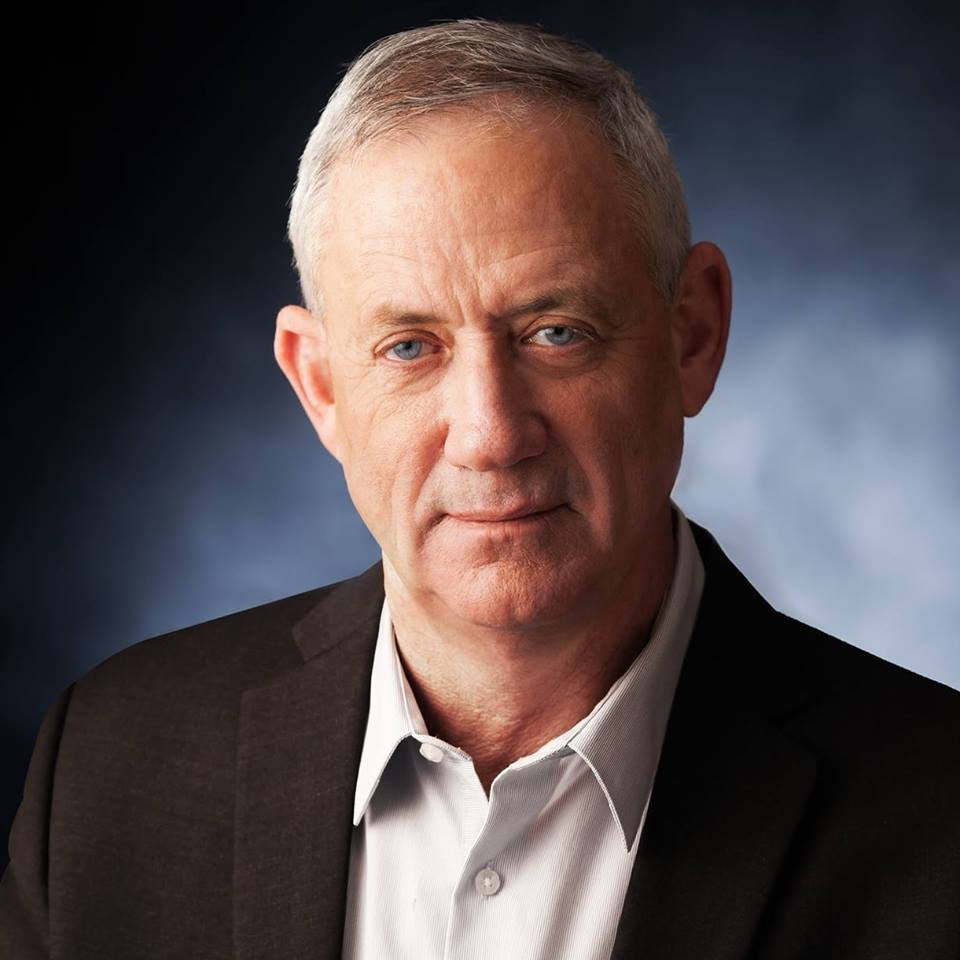
بيني غانتس، الذي اقترح توسيع نطاق القانون في عام 2020

أُقرّت نسخة موسعة من القانون في 15 يونيو/حزيران 2020 بأغلبية 66 صوتًا مقابل 43، وأصبحت جزءًا من القانون الأساسي، وسمحت لجميع الوزراء، باستثناء رئيس الوزراء، بالاستقالة واستبدالهم. وقد روّج بيني غانتس لهذا التغيير لأن معظم أعضاء كنيسته من حزب أزرق أبيض هم وزراء ونواب، ولا يُسمح لهم أيضًا بالمشاركة في لجان الكنيست أو إدارة الشؤون اليومية.
وُسّع القانون بشكل أكبر في يناير 2023، بعد انتخابات 2022 ، وأُقرّ بأغلبية 65 صوتًا مقابل 18. يسمح التوسع للأحزاب الصغيرة التي تضم أقل من أربعة أعضاء في الكنيست باستخدام القانون، حتى يتمكنوا من استبدال نصف وزرائهم. احتفظت الأحزاب التي يتراوح حجمها بين أربعة وثمانية عشر عضوًا بنفس الحدود، ويمكن للأحزاب التي تضم أكثر من ثمانية عشر عضوًا في الكنيست استبدال ثلث وزرائها، بدلاً من الخمسة الأصليين. وجدت إدارة مراقبة الميزانية في الكنيست أن ذلك سيكلف 1.95 مليون شيكل لكل عضو كنيست جديد.

## العملية
| حجم الحزب (أعضاء الكنيست) | الحد الأقصى لعدد البدائل                      |
| ------------------------- | --------------------------------------------- |
| < 4                       | {\displaystyle 50\%} من حجم الحزب             |
| 4–6                       | 3                                             |
| 7–9                       | 4                                             |
| 10–17                     | 5                                             |
| >17                       | {\displaystyle 33.3{\bar {3}}\%} من حجم الحزب |